# مونتيري السينما الأمريكية
مونتيري السينما الأمريكية (بالإنجليزية: American Cinema Editors) (ACE) جمعية فخرية لمونتيري الأفلام الذين يتم التصويت لهم بناءً على صفات الإنجازات المهنية وتعليمهم للآخرين وتفانيهم في أعمال المونتاج. يستخدم الأعضاء الحروف اللاحقة الاسمية "ACE" يتم تغطية «جوائز إيدي Eddie Awards» الخاصة بالمنظمة بشكل روتيني في المجلات التجارية مثل هوليوود ريبورتر وفارايتي. المجتمع ليس اتحادًا صناعيًا، مثل.I.A.T.S.E (على وجه التحديد نقابة مونتيري الأفلام أو MPEG)، والتي قد ينتمي إليها المونتير أيضًا. الرئيس الحالي لجمعية ACE هو كيفن تنت  الذي تم انتخابه في عام 2020.

## وصلات خارجبة
https://americancinemaeditors.org/ مونتيري السينما الأمريكية
https://www.imdb.com/name/nm0855188/ مونتيري السينما الأمريكية
https://americancinemaeditors.org/eddie-awards/ مونتيري السينما الأمريكية
https://www.editorsguild.com/ مونتيري السينما الأمريكية